# Schweizer Nordische Skimeisterschaften 1997
Die Schweizer Nordischen Skimeisterschaften 1997 fanden vom 25. Januar bis 2. Februar 1997 und am 22. und 23. März 1997 in Le Brassus statt. Das Skispringen fand am 20. Juli 1997 auf der Mattenschanze in Kandersteg statt und wurde erstmals im Sommer ausgetragen. Ausgetragen wurden im Skilanglauf bei den Männern die Distanzen 10 km, 30 km und 50 km, sowie ein Verfolgungsrennen und die 4 × 10 km Staffel. Bei den Frauen fanden die Distanzen 5 km, 15 km und 30 km, sowie ein Verfolgungsrennen und die 4 × 5 km Staffel statt. Bei den Männern gewann Beat Koch über 10 km, Markus Hasler in der Verfolgung und Wilhelm Aschwanden über 30 km. Zudem siegte Jeremias Wigger über 50 km und wie im Vorjahr die Staffel von SC Marbach. Bei den Frauen gewann Brigitte Albrecht über 5 km, in der Verfolgung und 30 km, sowie die Staffel von Alpina St. Moritz. Beim 15 km wurde Brigitte Witschi Erste. Das Skispringen gewann Sylvain Freiholz und die Nordische Kombination Jean-Yves Cuendet.

## Skilanglauf

### Männer

#### 10 km klassisch
| Platz | Name               | Verein                               | Zeit (min) |
| ----- | ------------------ | ------------------------------------ | ---------- |
| 01    | Beat Koch          | SC Marbach                           | 27:15,9    |
| 02    | Stephan Kunz       | Triesenberg                          | 27:19,5    |
| 03    | Wilhelm Aschwanden | SC Marbach                           | 27:38,3    |
| 04    | Jeremias Wigger    | SC Entlebuch                         | 27:39,7    |
| 05    | Markus Hasler      | Unterländer Wintersportverein Eschen | 27:41,3    |
| 06    | Patrick Mächler    | SC Davos                             | 27:44,8    |
| 07    | Lukas Kalbermatten | Blatten                              | 28:15,3    |
| 08    | Christian Stolz    | Schwarzenburg                        | 28:31,1    |
| 09    | Toni Dinkel        | Lauterbrunnen                        | 28:31,7    |
| 10    | Dominik Walpen     | SC Ulrichen                          | 28:40,9    |

Datum: Samstag, 25. Januar 1997 in Le Brassus

Zum Auftakt dieser Meisterschaften gewann der Marbacher Beat Koch seinen ersten Einzeltitel. Der Vorjahressieger Markus Hasler wurde Fünfter. Das Ergebnis dieses Rennen zählte für das Verfolgungsrennen am folgenden Tag.

#### 15 km Freistil Verfolgung
| Platz | Name               | Verein                               | Zeit (min) |
| ----- | ------------------ | ------------------------------------ | ---------- |
| 01    | Markus Hasler      | Unterländer Wintersportverein Eschen | 45:20,5    |
| 02    | Beat Koch          | SC Marbach                           | 45:49,2    |
| 03    | Patrick Mächler    | SC Davos                             | 45:56,6    |
| 04    | Jeremias Wigger    | SC Entlebuch                         | 46:23,2    |
| 05    | Stephan Kunz       | Triesenberg                          | 46:25,9    |
| 06    | Wilhelm Aschwanden | SC Marbach                           | 46:45,7    |
| 07    | Toni Dinkel        | Lauterbrunnen                        | 46:53,0    |
| 08    | Men Rauch          | SC Lischana Scuol                    | 47:56,7    |
| 09    | Lukas Kalbermatten | Blatten                              | 48:27,9    |
| 10    | Isidor Haas        | SC Marbach                           | 48:49,6    |

Datum: Sonntag, 26. Januar 1997 in Le Brassus

Nach Platz fünf am Vortag gewann der Vorjahressieger Markus Hasler mit 28,7 Sekunden Vorsprung auf Beat Koch und 36,1 Sekunden auf Patrick Mächler.

#### 30 km Freistil
| Platz | Name               | Verein                               | Zeit (std) |
| ----- | ------------------ | ------------------------------------ | ---------- |
| 01    | Wilhelm Aschwanden | SC Marbach                           | 1:07:59,1  |
| 02    | Patrick Mächler    | SC Davos                             | 1:08:07,6  |
| 03    | Stephan Kunz       | Triesenberg                          | 1:08:13,4  |
| 04    | Markus Hasler      | Unterländer Wintersportverein Eschen | 1:08:31,4  |
| 05    | Jeremias Wigger    | SC Entlebuch                         | 1:09:11,7  |
| 06    | Toni Dinkel        | Lauterbrunnen                        | 1:09:11,7  |
| 07    | Christian Stolz    | Schwarzenburg                        | 1:10:50,2  |
| 08    | Patrick Rölli      | SC Horw                              | 1:10:57,5  |
| 09    | Isidor Haas        | SC Marbach                           | 1:11:03,8  |
| 10    | Gion-Andrea Bundi  | Haldenstein                          | 1:11:21,0  |

Datum: Sonntag, 2. Februar 1997 in Le Brassus

Wilhelm Aschwanden gewann mit 8,5 Sekunden vor Patrick Mächler und holte damit seinen ersten Einzeltitel.

#### 50 km klassisch
| Platz | Name               | Verein                               | Zeit (std) |
| ----- | ------------------ | ------------------------------------ | ---------- |
| 01    | Jeremias Wigger    | SC Entlebuch                         | 2:25:46,9  |
| 02    | Stephan Kunz       | Triesenberg                          | 2:26:15,4  |
| 03    | Reto Burgermeister | Pfäffikon                            | 2:27:05,4  |
| 04    | Markus Hasler      | Unterländer Wintersportverein Eschen | 2:29:16,7  |
| 05    | Patrick Mächler    | SC Davos                             | 2:29:55,7  |
| 06    | Tauf Chamitow      | Torre                                | 2:30:08,5  |
| 07    | Tobias Schwörer    | Deutschland                          | 2:31:19,0  |
| 08    | Toni Dinkel        | Bern                                 | 2:34:52,3  |
| 09    | Urs Graf           | Aeschi                               | 2:36:14,1  |
| 10    | Christophe Fresard | Saignelegier                         | 2:36:40,4  |

Datum: Sonntag, 23. März 1997 in Le Brassus

Mit 28,5 Sekunden Vorsprung auf Stephan Kunz, gewann der Jeremias Wigger nach 1994 seinen zweiten Titel über 50 km.

#### 4 × 10 km Staffel
| Platz | Namen                                                          | Verein                   | Zeit (std) |
| ----- | -------------------------------------------------------------- | ------------------------ | ---------- |
| 01    | Beat Koch Erwin Lauber Isidor Haas Wilhelm Aschwanden          | SC Marbach               | 1:41:43,8  |
| 02    | Dominik Walpen André Rey Mathias Simmen Rolf Zurbrügg          | Grenzwachtkorps Ulrichen | 1:44:16,4  |
| 03    | Fabian Gertsch Mathias Remund Toni Dinkel Stephan Kunz         | SAS Bern                 | 1:46:15,5  |
| 04    | Daniel Romanens Emmanuel Buchs Jürg Bänninger Steve Maillardet | Grenzwachtkorps          | 1:47:03,6  |
| 05    | Arne Lienert Rene Tschümperlin Urs Birchler Emil Baumann       | SC Einsiedeln            | 1:47:24,6  |

Datum: Samstag, 1. Februar 1997 in Le Brassus

Es nahmen 15 Staffeln teil.

### Frauen

#### 5 km klassisch
| Platz | Name                  | Verein            | Zeit (min) |
| ----- | --------------------- | ----------------- | ---------- |
| 01    | Brigitte Albrecht     | Lax               | 14:30,4    |
| 02    | Andrea Huber          | Alpina St. Moritz | 14:36,0    |
| 03    | Sylvia Honegger       | Entlebuch         | 14:45,4    |
| 04    | Franziska Unternährer | SC Marbach        | 15:11,7    |
| 05    | Natascia Leonardi     | Poschiavo         | 15:17,1    |
| 06    | Nadja Scaruffi        | SC Davos          | 15:18,8    |
| 07    | Selina Bischoff       | SC Rätia Chur     | 15:27,1    |
| 08    | Marianne Volken       | Fiesch            | 15:35,3    |
| 09    | Brigitte Witschi      | Steffisburg       | 15:41,4    |
| 010   | Christine Mettler     | Schwellbrunn      | 15:43,9    |

Datum: Samstag, 25. Januar 1997 in Le Brassus

Brigitte Albrecht gewann vor Andrea Huber und Sylvia Honegger und holte damit ihren vierten Meistertitel. Das Ergebnis dieses Rennen zählte für das Verfolgungsrennen am folgenden Tag.

#### 10 km Freistil Verfolgung
| Platz | Name                  | Verein            | Zeit (min) |
| ----- | --------------------- | ----------------- | ---------- |
| 01    | Brigitte Albrecht     | Lax               | 30:33,3    |
| 02    | Sylvia Honegger       | Entlebuch         | 31:07,7    |
| 03    | Andrea Huber          | Alpina St. Moritz | 33:26,6    |
| 04    | Nadja Scaruffi        | SC Davos          | 33:27,4    |
| 05    | Selina Bischoff       | SC Rätia Chur     | 33:52,1    |
| 06    | Natascia Leonardi     | Poschiavo         | 34:05,8    |
| 07    | Franziska Unternährer | SC Marbach        | 34:13,6    |
| 08    | Andrea Senteler       | Klosters          | 34:23,7    |
| 09    | Jasmin Nunige-Baumann | SC Davos          | 34:24,3    |
| 010   | Susanne Bösch         | SC Horw           | 34:27,0    |

Datum: Sonntag, 26. Januar 1997 in Le Brassus

Wie am Vortag siegte Brigitte Albrecht vor Sylvia Honegger mit 34,3 Sekunden Vorsprung und Andrea Huber und holte damit ihren fünften Meistertitel.

#### 15 km Freistil
| Platz | Name                  | Verein        | Zeit (min) |
| ----- | --------------------- | ------------- | ---------- |
| 01    | Brigitte Witschi      | Steffisburg   | 39:50,1    |
| 02    | Selina Bischoff       | SC Rätia Chur | 40:16,4    |
| 03    | Barbara Mettler       | Schwellbrunn  | 41:05,7    |
| 04    | Nadja Scaruffi        | SC Davos      | 41:11,9    |
| 05    | Marianne Volken       | Fiesch        | 41:12,6    |
| 06    | Susanne Bösch         | SC Horw       | 41:30,4    |
| 07    | Franziska Unternährer | SC Marbach    | 41:48,2    |
| 08    | Judith Zurbuchen      | Matten        | 41:52,5    |
| 09    | Ursula Felder         | Flühli        | 41:10,5    |
| 010   | Christine Mettler     | Schwellbrunn  | 41:13,5    |

Datum: Samstag, 1. Februar 1997 in Le Brassus

In Abwesenheit von Sylvia Honegger, Brigitte Albrecht, Andrea Huber und Natascia Leonardi, holte die 35-jährige Brigitte Witscher ihren ersten Meistertitel.

#### 30 km klassisch
| Platz | Name                  | Verein        | Zeit (std) |
| ----- | --------------------- | ------------- | ---------- |
| 01    | Brigitte Albrecht     | Lax           | 1:36:08,7  |
| 02    | Nadja Scaruffi        | SC Davos      | 1:39:42,3  |
| 03    | Franziska Unternährer | SC Marbach    | 1:41:02,0  |
| 04    | Selina Bischoff       | SC Rätia Chur | 1:41:10,8  |
| 05    | Marianne Volken       | Fiesch        | 1:42:06,4  |
| 06    | Barbara Mettler       | Silvaplana    | 1:44:51,4  |
| 07    | Natascia Leonardi     | Poschiavo     | 1:46:10,4  |
| 08    | Doris Kunz            | Wald ZH       | 1:46:42,9  |

Datum: Sonntag, 23. März 1997 in Le Brassus
 Brigitte Albrecht gewann vor Nadja Scaruffi und holte damit ihren sechsten Einzeltitel.

#### 3 × 5 km Staffel
| Platz | Namen                                                | Verein            | Zeit (min) |
| ----- | ---------------------------------------------------- | ----------------- | ---------- |
| 01    | Corinne Rebetez Andrea Huber Christine Gilli-Brügger | Alpina St. Moritz | 48:27,5    |
| 02    | Cornelia Porrini Doris Kunz Sylvia Honegger          | SC Am Bachtel     | 49:51,6    |
| 03    | Brigitte Albrecht Marianne Volken Marietta Garbely   | SC Obergoms       | 50:01,6    |
| 04    | Nadja Scaruffi Nadja Schocher Saskia Bösch           | SC Davos          | 50:57,1    |
| 05    | Franziska Unternährer Brigitte Witscher Priska Haas  | SC Marbach        | 51:02,7    |

Datum: Samstag, 22. März 1997 in Le Brassus

Es waren 12 Staffeln am Start.

## Nordische Kombination

### Einzel
| Platz | Name              | Ort               | Laufzeit (min) |
| ----- | ----------------- | ----------------- | -------------- |
| 01    | Jean-Yves Cuendet | Le Lieu           | 30:33,2        |
| 02    | Andreas Hurschler | Grafenort         | 30:56,9        |
| 03    | Urs Kunz          | Gibswil           | 31:35,8        |
| 04    | Marco Zarucchi    | Alpina St. Moritz | 31:39,5        |
| 05    | Stefan Wittwer    | Langnau           | 32:33,8        |
| 06    | Andi Hartmann     | Klosters          | 32:39,1        |

Datum: Samstag, 25. Januar 1997 und Sonntag, 26. Januar 1997 in Chaux-Neuve und Le Brassus

Jean-Yves Cuendet gewann mit 23,7 Sekunden Vorsprung auf Andreas Hurschler, der damit Juniorenmeister wurde und holte damit seinen dritten Meistertitel.

## Skispringen

### Normalschanze
| Platz | Name               | Verein            | Weite 1 | Weite 2 | Punkte |
| ----- | ------------------ | ----------------- | ------- | ------- | ------ |
| 01    | Sylvain Freiholz   | Le Sentier        | 91,5 m  | 93,0 m  | 243,0  |
| 02    | Bruno Reuteler     | Ski-Club Gstaad   | 86,0 m  | 88,0 m  | 220,5  |
| 03    | Marco Steinauer    | SC Einsiedeln     | 84,0 m  | 85,0 m  | 211,0  |
| 04    | Andreas Küttel     | SC Einsiedeln     | 82,0 m  | 84,0 m  | 205,5  |
| 05    | Rico Parpan        | Alpina St. Moritz | 80,0 m  | 82,0 m  | 193,5  |
| 06    | Pascal Ochsner     | SC Einsiedeln     | 76,0 m  | 83,0 m  | 189,0  |
| 07    | Marc Vogel         | SC Einsiedeln     | 78,0 m  | 81,0 m  | 184,5  |
| 08    | Christoph Birchler | SC Einsiedeln     | 78,0 m  | 80,0 m  | 183,0  |
| 09    | Sepp Zehnder       | SC Einsiedeln     | 75,0 m  | 78,0 m  | 178,0  |
| 010   | Stephane Maire     | Grandson          | 71,0 m  | 81,0 m  | 172,5  |

Datum: Sonntag, 20. Juli 1997 in Kandersteg

Sylvain Freiholz gewann mit Weiten von 91,5 m und 93 m vor Bruno Reuteler und den Vorjahressieger Marco Steinauerund holte damit nach 1992 und 1993 seinen dritten Meistertitel. Es nahmen 19 Skispringer teil.